# トヨタ街かどお天気交差点
『トヨタ街かどお天気交差点』（トヨタまちかどおてんきこうさてん）は、朝日放送ラジオ（ABCラジオ）で放送されていた天気予報コーナーである。1995年10月9日に放送開始。2009年4月5日に放送終了。トヨタ自動車の一社提供。

## 概要
ABCウェザーセンター所属の気象予報士（ウェザーニューズ所属、もしくはフリー）が、毎日日替わりでラジオカー(使用車両：アルファード)に乗って、近畿の各地に行き、中継先からABCラジオの各ワイド番組の放送中に天気予報・リポートを入れるという1コーナーである。
但し早朝時は、ワイド番組（2008年時点では、月曜日～金曜日「おはようパーソナリティ道上洋三です」、土曜日「ドッキリ!ハッキリ!三代澤康司です」）のスタジオから天気予報をおこなっていた。また高校野球実況中継時は、試合終了後次の試合開始までの合間に、気象予報士がABCラジオのスタジオから天気予報を放送していた。
ニッポン放送で2006年9月まで放送されていた「TOYOTA 飛び出せ街かど天気予報」と同じようなものである。
このコーナー開始以前の朝日放送ラジオのトヨタのスポンサー枠は平日の午前中の番組（「立原啓裕の昼はおまかせ!電リクだぁ!!」第1部。午後の第2部は番組全体に跨るスポンサーなし）だった。

## 番組の終了
こうして、1995年10月から続いてきた番組だったが、スポンサーのトヨタ自動車が広告費削減などの理由により降板を申し出たため、2009年4月5日をもって終了。13年半の歴史に幕を閉じた。同年4月6日以降は『ABC天気予報』に統合された。なお、気象予報士による中継は、ABC天気予報として月曜日～土曜日の午前のみに縮小されて継続されたが、中継は3ヶ月後の7月4日で終了した。

## 放送していた時間
平日
7時44分頃（スタジオから）、9時31分頃、11時05分頃、13時07分頃、15時52分頃
土曜日
6時45分頃（スタジオから）、9時25分頃、11時14分頃、14時29分頃
※土曜日午後の放送は、2007年3月までは16時台に放送されていたが、2007年4月より14時台へ変更。
日曜日
11時03分頃、14時35分頃
※日曜日午前の放送は、2008年3月までは12時台に放送されていたが、2008年4月より11時台へ変更。
※日曜日午後の放送は、2007年3月までは16時台に放送されていたが、2007年4月より14時台へ変更。

## 担当の気象予報士（2009年3月最終）
中継先から
- 月曜日：服部浩充
- 火曜日：宮田望（2005年10月-2009年3月）
- 水曜日：古川孝子
- 木曜日：清水とおる
- 金曜日：梅本佳奈
- 土曜日：梅本佳奈（午前中担当）、山崎美和（午後担当、2006年7月-2009年3月）
- 日曜日：山崎美和（2006年10月-2009年3月）

早朝のスタジオから
- 月曜日・火曜日：梅本佳奈（2007年4月-2009年3月）
- 水曜日～金曜日：服部浩充
- 土曜日：梅本佳奈
- 日曜日：（なし）

## 以前に担当していた気象予報士
- 吉田裕一 - 2006年9月までレギュラー担当。降板後も担当者の休暇などに伴うピンチヒッターとして担当したことあり。
- 中溝毅